# Fiat City Car
La Fiat City Car è un prototipo di autovettura presentato dalla Fiat al Salone dell'automobile di Torino nel 1972, l'anno successivo alla presentazione dei prototipi ESV. Con la sigla progettuale X1/23 venne definito come uno "studio di forma per vettura da città".
Si tratta di una vettura molto moderna per quanto concerne l'estetica, con paracolpi piuttosto voluminosi, sistemati sia sul frontale che sulle fiancate.
Sui dati tecnici del motore non sono trapelate notizie, anzi è prevedibile che non avesse alcun propulsore installato; vennero solo diffusi i dati di ingombro esterno con dimensioni:
- Lunghezza 2,642 m
- Larghezza di 1,510 m
- Altezza 1,340 m

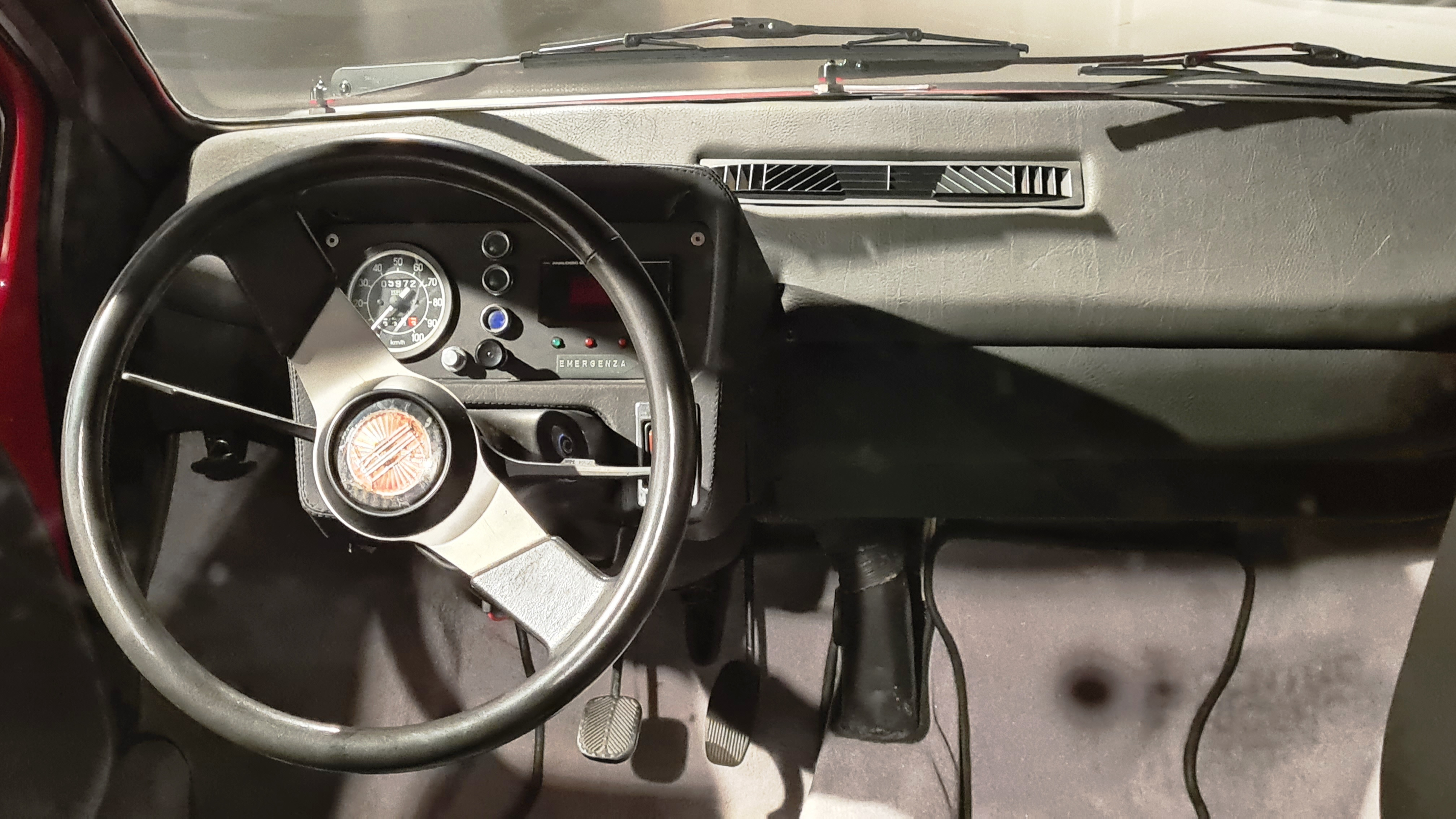
Il cruscotto

La ventilazione nell'abitacolo doveva essere assicurata da un impianto di condizionamento visto che i cristalli laterali erano fissi.
Nel 1974 ne venne presentata un'evoluzione che presentava la trazione elettrica con batterie al nichel-zinco e motore a corrente continua da 13,5 CV. Gli accumulatori, situati posteriormente, avevano un peso di 166 kg e consentivano un'autonomia dichiarata di circa 80 km a una velocità massima di circa 70 km/h, la macchina aveva un peso complessivo di 820 kg.